# Єристівський гірничо-збагачувальний комбінат
Єристівський гірничо-збагачувальний комбінат — гірничо-збагачувальне підприємство у м. Горішні Плавні що у Полтавській області. Належить компанії Ferrexpo Костянтина Жеваго.

## Сировинна база
Запаси Єристівського родовища згідно класифікації JORC складають 632 млн т. Крім того, з урахуванням освоєння північної (ще не розвіданої) території — оціночно понад 1 млрд т. Передбачуваний обсяг видобування ГЗК — близько 27-28 млн т руди на рік. На відміну від Полтавського ГЗК руда на ділянці залягає близько до поверхні, що суттєво здешевлює видобуток. Вихід концентрату з тонни Єристівської руди дорівнює 470 кг (з тонни руди Полтавського ГЗК — близько 400 кг).

## Будівництво і запуск ГЗК
Будівництво кар'єра Єристівського ГЗК велося з 2008 по 2012. Інвестиції в розробку кар'єру сягають близько $400 млн.
Єристівський ГЗК був введений в дію восени 2012.
Вихід на проектну потужність ЄГЗКу планується на 2016—2017 рр.
На ЕГЗК використовується техніка виробництва компанії Caterpillar, в тому числі й кілька автосамоскидів CAT793D вантажопідйомністю 220 т.
У першому півріччі 2013 обсяг видобутку на Єристівському ГЗК склав 2 970 тис.т руди, з якої було отримано 1 245 тис.т залізорудного концентрату і 858,8 тис.т обкотишів. Причому, всього група Ferrexpo з січня по червень поточного року виробила 6 500 тис.т концентрату і 5 246 тис.т обкотишів (+ 11 % до аналогічного періоду минулого року), з них 508,5 тис.т — з власної сировини (+ 11,4 % до аналогічного періоду минулого року). Отже, з руди, видобутої на новому ГЗК, зараз виробляється близько 20 % продукції компанії Костянтина Живаго.
За прогнозами експертів Єристівський ГЗК надалі нарощуватиме видобуток.
На Єристівському ГЗК працює 3 тис. чол.